# Лаура (лыжно-биатлонный комплекс)
«Лаура» — лыжно-биатлонный комплекс в Адлерском районе Сочи, на котором проходили соревнования по биатлону и лыжным гонкам в рамках зимних Олимпийских игр 2014 года, а также соревнования по биатлону и лыжным гонкам в рамках зимних Паралимпийских игр 2014 года.
Был реализован ОАО «Газпром» как проект строительства «Совмещённого комплекса для проведения соревнований по лыжным гонкам и биатлону» в соответствии с п. 2 Программы строительства олимпийских объектов и развития города Сочи как горноклиматического курорта.

## Местоположение объекта
Совмещённый комплекс для проведения соревнований по лыжным гонкам и биатлону расположен на хребте Псехако, поселок Красная Поляна. Удаление от центра города Сочи — 90 км, от аэропорта Сочи — 60 км. Площадка расположена на высоте 850—1430 метров над уровнем моря.

## Описание комплекса
Комплекс представляет собой современную модификацию техницизма. В составе комплекса предусмотрены как постоянные, так и временные здания и сооружения. Постоянным является здание биатлонного стадиона с трибунами для зрителей. Временными являются здания и сооружения сопутствующие организации и проведению спортивных мероприятий. Характерные цвета для стадиона — металлик, серебро, белый, серый.
Территория имеет живописный ландшафт с видом на ледники и горы национального парка, окружающего спортивные арены. На западе видна долина, спускающаяся к Чёрному морю от Красной Поляны. Растительность здесь характерна для этого региона, но отличается от той, которая обычно бывает в местах проведения таких соревнований. Склоны холмов покрыты буковыми лесами, которые в верхней части разбавлены берёзами и цикутами.
Арена соревнований по гонкам располагается в низине и к западу открывается вид на долину у Красной Поляны. Небольшая долина образует естественный амфитеатр, где временные трибуны хорошо вписываются в ландшафт. Трассы окружают арену так, что зрителям хорошо видны гонщики к западу, северу и востоку от арены. Ширина стадиона немного превышает минимальные требования, что позволит его перестройку в комбинированную арену для гонок и биатлона. В начале лыжни вдоль северной стороны во впадине устроена площадка, где могут находиться тренеры и фотографы. Во время гонок она может резервироваться за фотографами и организаторами.
Зрители могут приехать к месту соревнований по канатной дороге от горно-туристического центра ОАО «Газпром» к южному склону хребта. После окончания строительства две канатные дороги смогут перевозить до 6000 пассажиров в час. Вместимость комплекса 7500 мест.
Концепция предполагает, что поле стадиона может использоваться по-разному в зависимости от типа соревнований. Были проработаны возможные расположения трасс, профили трасс и мероприятия, которые могут проводиться на стадионе.

## Состав комплекса
- биатлонный стадион;
- лыжный стадион;
- две раздельные зоны старта и финиша для каждого вида соревнований;
- две отдельные системы трасс;
- стрельбище;
- общая зона подготовки к соревнованиям, расположенная рядом с зонами старта и финиша;
- тренировочная трасса;
- один маршрут для зрителей обоих видов спорта, с хорошо обустроенным доступом к зонам старта и финиша;
- другие объекты спортивной и сервисной инфраструктуры

## Трассы и Арена
Трассы гонок располагаются с учётом требований FIS. Спроектировано два основных круга по 5 км — для свободного и классического стиля, которые могут быть укорочены до 3,75 км, 3,30 км, 2,50 км, 1,50 км и 1,20 км в зависимости от вида соревнований.
Трассы проложены так, что когда спортсмены будут пересекать определенные пункты, на ТВ-экране будут видны горы и ледники хребта Псехако. Для сохранения ценной растительности трассы проложены в местах прохождения старых троп.
Арена соревнований по гонкам располагается в низине и к западу открывается на долину у Красной Поляны. Небольшая долина образует естественный амфитеатр, где временные трибуны хорошо вписываются в ландшафт. Трассы окружают арену так, что зрителям хорошо видны гонщики к западу, северу и востоку от арены.

## Лыжный комплекс
Строительство лыжного комплекса, стадиона (здание шести этажное, имеет макс. высоту от 23,8 м до 27,8м) с трибунами и лыжными трассами, подъездной автодороги от федеральной трассы к лыжному комплексу с закольцовкой.
Основная функция — размещение помещений, необходимых для обеспечения проведения Олимпийских и Паралимпийских зимних игр 2014 года.
В составе комплекса предусмотрены временные здания и сооружения:
- здание лыжного стадиона с трибунами для зрителей
- временные трибуны
- помещения транспортной и рекламной службы
- спортивная арена
- функциональные зоны, предназначенные для обслуживания спортсменов, зрителей и представителей прессы.

В здании лыжного стадиона можно выделить следующие функциональные группы:
- помещения для обеспечения работы здания
- помещения для организации соревнований
- помещения медицинского пункта и допинг контроля
- помещения для прессы и СМИ
- помещения для членов Олимпийской семьи
- помещения для привилегированных гостей

## Биатлонный комплекс
Здание биатлонного стадиона имеет шесть этажей и высоту от 23 метров до 28 метров.
В нём будут находиться:
- помещения для обеспечения работы здания
- помещения для организации соревнований
- помещения медицинского пункта и допинг-контроля
- помещения для прессы и СМИ
- помещения для членов Олимпийской семьи
- помещения для привилегированных гостей

На биатлонном стрельбище будет 30 мишеней.

## Реализация проекта
Строительство объектов совмещенного комплекса для проведения соревнований по лыжным гонкам и биатлону на хребте Псехако ведется в соответствии с графиком строительства. Все объекты спортивной инфраструктуры будут введены в эксплуатацию в 4 квартале 2011 году, а в начале 2012 года на хребте Псехако пройдут первые тестовые соревнования.
- Август 2009 года — начало строительства здания биатлонного стадиона[5].
- Март 2010 года — начало заливки фундамента биатлонного стадиона. Закладка памятной капсулы в фундамент здания стадиона[6].
- Май 2010 года — завершено бетонирование фундаментной плиты биатлонного стадиона[7].
- Июнь 2010 года — начато возведение цокольного этажа биатлонного стадиона[8].
- Август 2010 года — окончание строительства цокольного этажа стадиона[9].
- Сентябрь 2010 года — возведение корпуса здания стадиона, устройство прилегающей территории, разметка лыжных и биатлонных трасс, подготовительные работы к строительству биатлонного стрельбища.[10].
- Октябрь 2010 года — начало монтажа систем искусственного снегообразования для горнолыжных трасс.[11].
- Ноябрь 2010 года — начало строительства первой трибунной зоны биатлонного стадиона[12].
- Декабрь 2010 года — полностью закончено возведение каркаса здания стадиона[13].
- Март 2011 года — окончание тестовой эксплуатации систем искусственного снегообразования[14].
- Март 2011 года — строители приступили к отделочным работам, завершающему этапу строительства трибун биатлонного стадиона, строительству стрельбища для биатлона[15].
- Март — Декабрь 2011 года — производство основных строительно-монтажных работ.
- Декабрь 2011 года — биатлонный стадион сдан в эксплуатацию[16].

Ход строительства Биатлонного стадиона на разных этапах.
- Здание биатлонного стадиона
- Стрельбище для соревнований по биатлону
- Трибуны биатлонного стадиона
- Здание биатлонного стадиона
- Здание биатлонного стадиона, трибуны

## Прошедшие спортивные мероприятия
- 8 февраля 2012 года — Кубок России по биатлону;
- 24 февраля 2012 года — Кубок России по лыжным гонкам;
- 5 марта 2012 года — Чемпионат России по лыжным гонкам и биатлону среди спортсменов с поражением опорно-двигательного аппарата и нарушением зрения;
- 14 марта 2012 года — завершились первые тестовые соревнования 2012 года.

## Тестовые соревнования
До Олимпийских игр, на объекте будут проходить тестовые соревнования, международного уровня:
- Этап Кубка FIS по лыжным гонкам (январь 2012 года);
- Этап Кубка Европы по биатлону (январь 2012 года);
- Этап Кубка мира по лыжным гонкам (январь 2013 года);
- Этап Кубка мира по биатлону (04-10 марта 2013 года);
- Этап Кубка мира по лыжным гонкам и биатлону для спортсменов с ПОДА (март 2013 года).

## Использование после Олимпийских игр
Стадион будет представлять постоянную ценность для развития спорта России. После Олимпийских игр стадион может быть подготовлен для лыжных гонок и биатлона путём расширения территории за зоной мишеней и штрафным кругом.
Основного здания за главной трибуной должно быть достаточно для обслуживания спортсменов, СМИ и техники на таких крупных мероприятиях как Кубок мира или национальные чемпионаты.
Стабильный климат и простота доставки снега с горнолыжных склонов поблизости даст определенную уверенность при проведении мероприятий. Развитая сеть трасс и возможность тренироваться на склонах, расположенных выше стадиона, может сделать его популярным тренировочным лагерем для национальной и зарубежных сборных. Асфальтирование части трасс сделает возможными летние тренировки на роликовых лыжах. Летом стадион также можно использовать для соревнований по спортивному ориентированию, бегу и велосипедным гонкам по пересеченной местности, проложить вдоль трасс туристические маршруты.